# 直斎書録解題

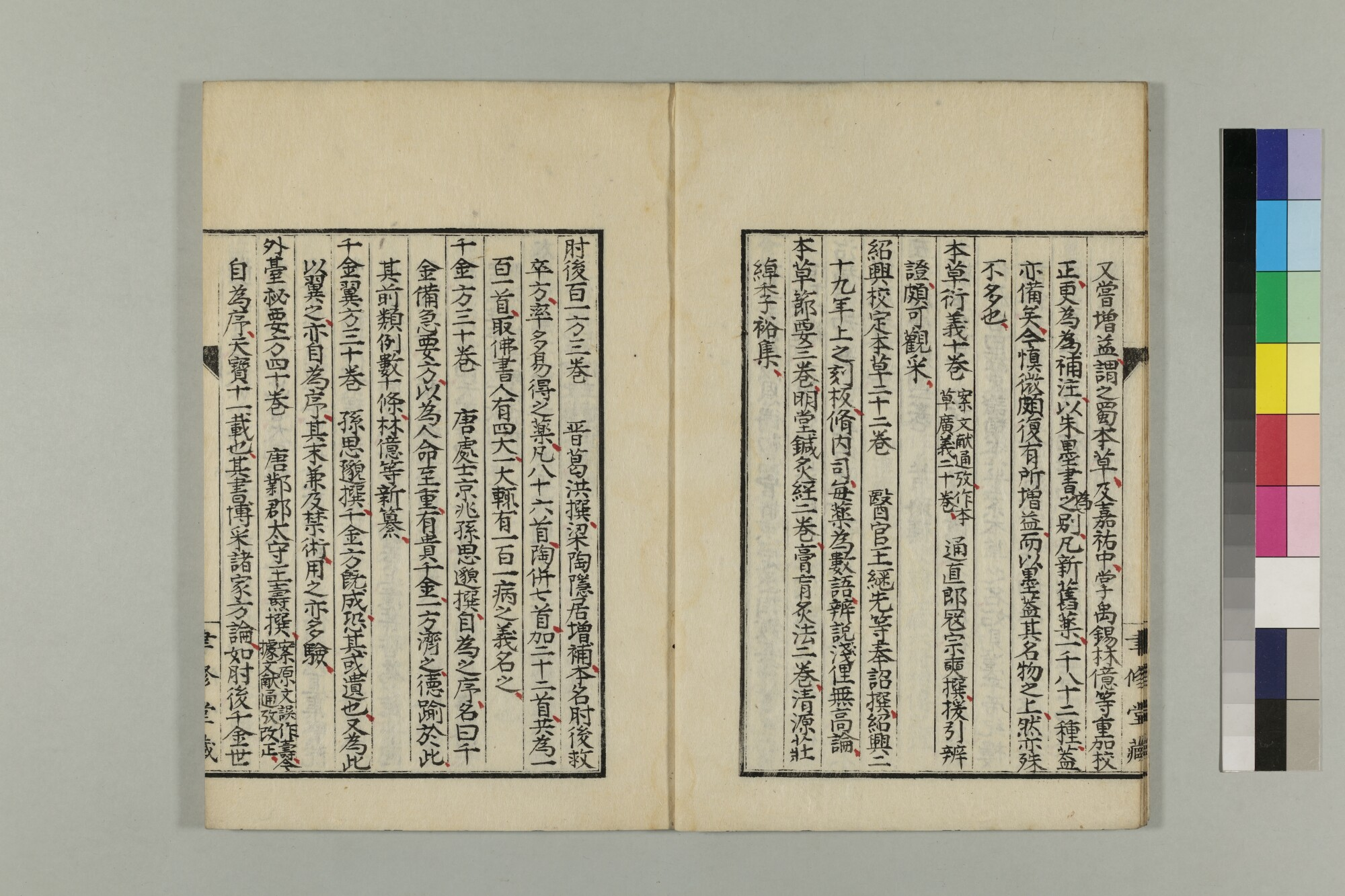
陳振孫『直斎書録解題』巻十三（京都大学附属図書館所蔵）

『直斎書録解題』（ちょくさい しょろく かいだい）は、中国南宋の代表的な私撰の書目解題である。南宋の陳振孫（1179年 - 1262年）撰、22巻。

## 撰者・陳振孫
字は伯玉、号が直斎、湖州安吉県の人。二十歳を過ぎて官に就き、50歳頃まで江西・福建・浙江という印刷出版文化の盛んな地域の地方官を歴任し、端平3年（1236年）に浙江提挙、嘉熙2年（1238年）には中央に推挙されて国子監司業、淳祐9年（1249年）に侍郎となった。その間に公私の多くの蔵書を渉猟する機会を得て、約4,000種、50,000余巻の書物を蒐集した。

## 内容
本書も、その選者自身の蔵書に基づいて著録されたものである。3,096種、51,180巻の書物を四部53類に分類される。原本はもとは56巻であったが早くに散佚し、現行本は、清代になって『四庫全書』編纂時の四庫全書館の臣によって『永楽大典』中より輯録され、22巻本として通行している。
その分類法は、『新唐書』「芸文志」や『郡斎読書志』の四部分類に近い。経部が10類、史部が16類、子部が20類、集部が7類に分類されている。
序跋に相当するものはなく、特に説明を要する7類のみに類序を附している。各書物に、書名・巻数・撰者名のほか、解題として、学問の源流や、版本・評価、書物の入手経路等を記した文章を付している。
南宋時期の書物の流伝状況を知ることができ、中国の文献学や目録学のうえで貴重な目録である。